# تبعید کیفری

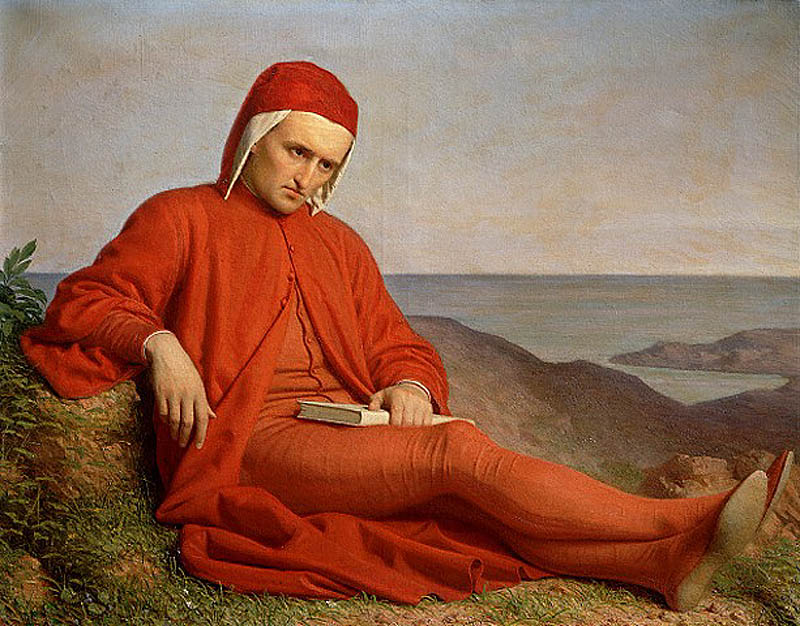
دانته در تبعید

تبعید کیفری (انگلیسی: Penal transportation) جابجایی مجرمان محکوم شده یا سایر افراد نامطلوب به مکان دور، اغلب یک مستعمره برای مدت مشخصی بود.